# Lauren C. Mayhew
Lauren Courtney Mayhew (Tampa, Flórida, 27 de novembro de 1985) é uma atriz e cantora estadunidense. Mayhew ficou conhecida após a performance no pré-espetáculo no Super Bowl em 2001. Ela debutou no cinema no filme Raise Your Voice, onde interpretou Robin, personagem rival da protagonista Terry, interpretada por Hilary Duff.

## Filmografia
| Ano  | Filme/Série                      | Personagem     | Notas                                     |
| ---- | -------------------------------- | -------------- | ----------------------------------------- |
| 1998 | Guiding Light                    | Marah Lewis    | 4 de agosto de 1998 - 23 de junho de 1999 |
| 1999 | Safe Harbor                      | Sandy          | "Can't Touch That"                        |
| 2002 | Law & Order                      | Melissa Gelson | "Girl Most Likely"                        |
| 2003 | American Dreams                  | Melissa Gelson | 3 episódios                               |
| 2003 | Real Access                      | Host           | The N                                     |
| 2004 | Raise Your Voice                 | Robin Childers |                                           |
| 2005 | Medical Investigation            | Sudie Miller   | "Spiked"                                  |
| 2005 | Joan of Arcadia                  | Elle           | "The Rise & Fall of Joan Girardi"         |
| 2005 | CSI: Crime Scene Investigation   | Candice Mosti  | "4x4"                                     |
| 2005 | CSI: Miami                       | Stephanie      | "Under Suspicion"                         |
| 2005 | American Pie Presents: Band Camp | Arianna        |                                           |
| 2006 | In the Cutz                      | Guest          |                                           |